# Extensible Provisioning Protocol
EPP (Extensible Provisioning Protocol) je internetový protokol založený na XML. Byl vyvinut pro komunikaci mezi registrátory a doménovými registry. Slouží k provádění nejrůznějších transakcí v databázích doménových registrů (registrace, prodloužení a změny u doménových jmen a dalších objektů).
Vzhledem ke své univerzálnosti je protokol použitelný také v nejrůznějších objednávkových systémech apod.
Protokol EPP popisuje pouze formát zpráv, pro transport se používá většinou protokol TCP, avšak použít lze téměř jakýkoliv (např. SMTP a SOAP).
Protokol EPP je používán mnohými registry (např. EURid), avšak většina jich používá své vlastní proprietární, případně protokoly podobné EPP.

## RFC dokumenty
- RFC 3730: Extensible Provisioning Protocol (EPP)
- RFC 3731: Extensible Provisioning Protocol (EPP) Domain Name Mapping
- RFC 3732: Extensible Provisioning Protocol (EPP) Host Mapping
- RFC 3733: Extensible Provisioning Protocol (EPP) Contact Mapping
- RFC 3734: Extensible Provisioning Protocol (EPP) Transport Over TCP
- RFC 3735: Guidelines for Extending the Extensible Provisioning Protocol (EPP)
- RFC 3915: Domain Registry Grace Period Mapping for the Extensible Provisioning Protocol (EPP)
- RFC 4114: E.164 Number Mapping for the Extensible Provisioning Protocol (EPP)
- RFC 4310: Domain Name System (DNS) Security Extensions Mapping for the Extensible Provisioning Protocol (EPP)